# Gennadi Iwanowitsch Banschtschikow
Gennadi Iwanowitsch Banschtschikow (russisch Геннадий Иванович Банщиков, * 9. November 1943 in Kasan; † 7. März 2025 in Sankt Petersburg) war ein russischer Komponist.  

## Leben und Werk
Die Familie von Gennadi Banschtschikow übersiedelte nach dem Zweiten Weltkrieg von Kasan in die Ukraine. 1953 wurde er an der Musikschule des Leningrader Konservatoriums zugelassen und studierte dort zunächst Cello, dann Klarinette, außerdem Klavier, wandte sich dann aber der Komposition zu. Von 1961 bis 1964 studierte er am Moskauer Konservatorium bei Sergei Balassanjan und 1965/66 am Leningrader Konservatorium bei Boris Arapow, bei dem sich bis 1969 ein Postgraduiertenstudium anschloss. 1967 wurde er Mitglied der Sowjetischen Komponisten-Union. Ab 1974 lehrte er selbst am Petersburger Konservatorium, ab 1998 als Professor für Instrumentation und Komposition. 
Das kompositorische Werk von Gennadi Banschtschikow umfasst vier Sinfonien, Solokonzerte (allein fünf für Violoncello), Opern (darunter die Richard Strauss gewidmete Kammeroper Der Große Krakeel zwischen Iwan Iwanowitsch und Iwan Nikiforowitsch nach der gleichnamigen Erzählung von Gogol) und Kammermusik, darunter mehrere Sonaten für das Bajan.